# アナ・ニコリッチ
アナ・ニコリッチ（セルビア語:Ана Николић / Ana Nikolić、1978年9月27日 - ）は、セルビアの歌手。ユーゴスラビア社会主義連邦共和国、セルビア社会主義共和国ベオグラード（現・セルビア）出身で、民族的にはセルビア人である。

## 来歴
最初のアルバム『Januar』は2003年に発売された。収録されていた「Atina」（アテネ）、「Ako Ikad Ostarim」（私が年をとっても）、「Januar」（1月）などはヒットとなった。2006年、シングル「Romale, romali」がヒットとなり、セルビア国営放送やRTVピンク、BKTV（BKTV）などで繰り返し放送された。
アナ・ニコリッチは2006年、楽曲「Romale, romali」でユーロビジョン・ソング・コンテストのセルビア・モンテネグロ代表を選ぶエヴロペスマに参加した。エヴロペスマでニコリッチの「Romale, romali」は46ポイントを集め、5位となった。この年のエヴロペスマでの審査をめぐるトラブルによって、2006年のセルビア・モンテネグロはユーロビジョン・ソング・コンテストには不参加となった。
アナ・ニコリッチは2007年にはアルバム『Devojka od Čokolade』を発売した。アルバムには「Romale Romali」、「Devojka od čokolade」、「Plakaćete sa mnom oboje」などが収録されている。
ニコリッチは、数年間ギリシャに住んだ経験から、ギリシャ語を話すことができる。

## ディスコグラフィー

### アルバム
- Januar（2003年）
- Devojka od Čokolade（2006年）
- Platinum Collection （2008年）

### シングル
- Atina（2003年）
- Ako Ikad Ostarim（2003年）
- Romale, Romali（2006年）
- Sizofrenija（2008年）
- Extaza （2009年）